# Thanh Lan
Phạm Thái Thanh Lan, nghệ danh là Thanh Lan (sinh năm 1948), là một ca sĩ, diễn viên người Mỹ gốc Việt. Bà là một trong những nghệ sĩ hiếm hoi thành công trên cả ba lĩnh vực âm nhạc, điện ảnh và sân khấu. Ca sĩ Thanh Lan, nổi tiếng với các ca khúc nhạc Pháp, là một trong những gương mặt tiêu biểu cho thời kỳ đầu của nhạc trẻ ở Sài Gòn. Với điện ảnh, bà đã tham gia nhiều bộ phim nổi tiếng như Tiếng hát học trò, Ván bài lật ngửa..

## Cuộc đời và sự nghiệp
Thanh Lan sinh ngày 1 tháng 3 năm 1948 tại thành phố Vinh, Nghệ An. Thuở nhỏ, Thanh Lan học tại trường trung học phổ thông Marie Curie, sau đó bà theo học Đại học Văn khoa Sài Gòn và tốt nghiệp năm 1973. Sau 1975, Thanh Lan ở lại Việt Nam tiếp tục ca hát và đóng phim. Cuối năm 1993, cô sang định cư tại California, Hoa Kỳ. Ngày 21 tháng 7 năm 2017, Thanh Lan về Việt Nam sau 25 năm định cư tại hải ngoại để làm Liveshow 'Khi Xưa Ta Bé" tại Thành phố Hồ Chí Minh.

### Âm nhạc
Thanh Lan tham gia nghệ thuật từ rất sớm. Từ năm 9 tuổi, bà học dương cầm với các sơ ở trường Saint Paul, sau đó được vợ nhạc sĩ Thẩm Oánh và nhạc sĩ Nghiêm Phú Phi hướng dẫn. Từ khi còn là nữ sinh của trường Marie Curie, Thanh Lan đã bắt đầu hát trên đài phát thanh VTVN trong ban Việt Nhi của nhạc sĩ Nguyễn Đức và tham gia trong ban nhạc sinh viên mang tên Hải Âu của nhạc sĩ Lê Hựu Hà - đây cũng là một ban nhạc có khuynh hướng Việt hóa nhạc trẻ đầu tiên ở Sài Gòn.
Sau ban Việt Nhi, Thanh Lan gia nhập đoàn văn nghệ học sinh sinh viên Nguồn Sống. Bà thường hát dân ca và nhạc tiền chiến và ghi tên học các lớp dân ca và đàn tranh tại Trường Quốc gia Âm nhạc và Kịch nghệ tại Sài Gòn. Trong chương trình văn nghệ học đường quay hình trên đài Truyền hình Sài Gòn, Thanh Lan xuất hiện trong tiết mục dân ca ba miền và liền sau đó đã được đài truyền hình liên tiếp mời tham gia chương trình nhạc tình ca. Đó là những năm 1967, 1968 khi Sài Gòn mới có những chương trình truyền hình đầu tiên.
Ngay từ khi vào năm thứ nhất của Đại học Văn khoa, Thanh Lan bắt đầu trở thành một ca sĩ nổi tiếng. Bà tham gia hát trong rất nhiều băng nhạc, hình ảnh Thanh Lan cũng hiện diện trên các bìa bản nhạc bày khắp nơi. Trong thời kỳ phát triển mạnh mẽ của phong trào nhạc trẻ Việt Nam, Thanh Lan là một trong những khuôn mặt quen thuộc nhất với những ca khúc lời Pháp. Thanh Lan còn hát chung với nam ca sĩ Nhật Trường qua những tình khúc của Trần Thiện Thanh tạo thành cặp song ca ăn khách, rồi hai nghệ sĩ này còn đóng chung với nhau qua hai bộ phim truyền hình Trên đỉnh mùa đông và Mộng Thường do Nhật Trường viết kịch bản và đạo diễn phát sóng trên đài truyền hình Sài Gòn trước năm 1975.
Bà cũng đi lưu diễn ở một số nước trên thế giới. Năm 1973, tại Nhật Bản, cùng đi với hai nhạc sĩ Ngọc Chánh và Phạm Duy, Thanh Lan đã trình bày ca khúc "Tuổi biết buồn" được vào chung kết tại Đại hội âm nhạc quốc tế Yamaha tại Tokyo. Bà còn ở lại Tokyo để thu âm hai bài "Ai no hio Kesanaide" và "Tuổi mộng mơ" của Phạm Duy, được dịch sang tiếng Nhật là "Yume o Miruno".
Sau vài năm gián đoạn từ 1975, Thanh Lan lại tiếp tục hoạt động bên lĩnh vực ca nhạc, nổi tiếng với các bài hát như: "Cô đi nuôi dạy trẻ", "Đi qua vùng cỏ non", "Phượng hồng", "Em đi chùa Hương", "Triệu đóa hoa hồng", "Khi xưa ta bé (Bang bang)", "Trở về mái nhà xưa (Come back to Sorrento)", "Búp bê không tình yêu", "Giàn thiên lý đã xa", "Samba Mambo", "Trưng Vương khung cửa mùa thu". Bà tham gia hát nhiều nơi như Đoàn Kim Cương, đoàn Bông Hồng, đoàn Hương Miền Nam...
Thanh Lan cũng tổ chức những buổi biểu diễn riêng như Tiếng hát Thanh Lan vào năm 1991 tại sân khấu 4A ngoài trời Nhà Văn hóa Thanh niên, Đêm nhạc Thanh Lan vào năm 1992 tại hội trường 1 Nhà Văn hóa Thanh Niên. Thanh Lan đã từng thu âm băng nhạc cho các hãng băng như: Sài Gòn Audio, Bến Thành Audio & Video, Vafaco, Phương Nam Phim, Trung Tâm Băng Nhạc Trẻ, Phú Nhuận...
Cuối năm 1993, Thanh Lan sang định cư tại Mỹ và tiếp tục tham gia các hoạt động văn nghệ. Bà đi trình diễn ở các tiểu bang của Hoa Kỳ và hợp tác thu âm cùng rất nhiều hãng đĩa. Bà từng đứng ra thực hiện riêng cho mình các CD, VCD, DVD ca nhạc, trong số đó có nhiều nhạc phẩm do bà soạn lời Việt từ những nhạc phẩm Pháp nổi tiếng.

### Sân khấu
Từ năm 18 tuổi, Thanh Lan đã diễn vai chính nhiều vở kịch truyền hình trong ban kịch Vũ Đức Duy. Năm 1973, ban kịch Vũ Đức Duy trình làng vở kịch Những người không chịu chết của kịch tác gia Vũ Khắc Khoan trên truyền hình cũng như tại sân khấu rạp Thống Nhất và sân khấu Viện Đại học Đà Lạt với thành phần diễn viên: Thanh Lan, Vũ Đức Duy, Nguyễn Lập Chí, Lê Cung Bắc. Trong vở kịch này, Thanh Lan đóng vai cô gái hơi bị tâm thần con ông bảo vệ trong một thương xá tại Sài Gòn.
Ngoài một số vở kịch vui của ban kịch Vũ Đức Duy, Thanh Lan đã nhận nhiều vai chính trong những vở bi kịch như Mắc lưới với ban kịch Linh Sơn, Chiếc độc bình Khang Hy, Người viễn khách thứ mười. Bà đã xuất hiện trong vở Chuyến tàu mang tên dục vọng tại sân khấu của Hội Việt Mỹ Sài Gòn.
Sau 1975, Thanh Lan có tham gia đóng vai một nhân vật Mỹ trong một vở kịch ngắn trình diễn trên sân khấu đoàn ca nhạc điện ảnh Sài Gòn và tham gia thâu âm băng cassette chương trình hài kịch Đội lốt Việt kiều cùng với các nghệ sĩ Duy Phương, Tú Trinh, Nguyên Hạnh, Túy Phượng. Năm 1991, bà đã từ chối không tham gia vở kịch Tình nghệ sĩ do đạo diễn Hồng Phúc dàn dựng.
Ở hải ngoại, Thanh Lan cũng đã diễn vai chính trên sân khấu California trong các vở kịch như: Lá sầu riêng, Lôi vũ, Lồng đèn đỏ, Đoạn tuyệt, Sân khấu về khuya, Phù dung tự. Những vở kịch này đã được lần lượt trình diễn tại các sân khấu của quận Cam, San Jose, Houston, thành phố Atlantic. Ngoài ra, Thanh Lan đã viết ba vở kịch vui: Công tử Bạc Liêu cùng diễn với Ái Vân tại vũ trường Ritz, quận Cam và Baton Rouge, Chuyện vui này xuân cùng diễn với Mai Lệ Huyền tại vũ trường Majestic, Quận Cam và tại San Jose và Look Alike cùng diễn với Mạnh Đình tại Majestic, Orange County và tại Houston. Bà cũng đã từ chối hai vở Yêu và Tây Thi vì đang bận đi diễn xa. Cuối thập niên 1990, tại California các khán giả Việt Nam yêu kịch đã bầu Thanh Lan là nữ kịch sĩ xuất sắc.

### Điện ảnh
Sự nghiệp điện ảnh của Thanh Lan bắt đầu vào năm 1970, khi bà đóng vai chính trong bộ phim Tiếng hát học trò của đạo diễn Thái Thúc Nha do hãng phim Alpha sản xuất. Với vai diễn này, Thanh Lan đã đoạt giải nữ diễn viên nhiều triển vọng nhất của Giải thưởng Văn học Nghệ thuật năm 1971. Cuối năm 1974, tại phòng khánh tiết khách sạn Continental, Thanh Lan đã nhận giải diễn viên đẹp nhất miền Nam Việt Nam do đạo diễn Lê Dân trao.
Trước 1975, Thanh Lan đã tham gia đóng 8 bộ phim điện ảnh cùng với 2 phim truyền hình: Tiếng hát học trò (1970), Lệ đá (1971), Ngọc Lan (1972), Gánh hàng hoa (1972), Trên đỉnh mùa đông (1972), Xin đừng bỏ em (1973), Xóm tôi (1973), Trường tôi (1973), Mộng Thường (1973), Goodbye Saigon (1975). Phim Goodbye Saigon do hãng phim Amino Nhật và đạo diễn Nhật quay vào tháng 3 năm 1975: Number ten blues. Về sau bộ phim này được đổi tên thành Goodbye Saigon, trong đó Thanh Lan thủ vai nữ chính bên cạnh hai diễn viên người Nhật.
Năm 1984, khi đang chuẩn bị quay tiếp bộ phim Ván bài lật ngửa tập 4 Cơn hồng thủy và Bản tango số 3 thì nữ diễn viên chính Thúy An mang thai, không thể tiếp tục tham gia vai diễn Thùy Dung với nhiều cảnh hành động. Để không ảnh hưởng đến kế hoạch sản xuất phim trong năm 1984 của Xí nghiệp phim Tổng hợp Thành phố Hồ Chí Minh đã quy định, đạo diễn Lê Hoàng Hoa đành tìm chọn diễn viên khác thay thế. Ông đã mời nữ diễn viên Phạm Thúy Lan, nhưng Thúy Lan đang bận đóng phim Vụ án hồ Con Rùa của đạo diễn Trần Phương. Cuối cùng đạo diễn Lê Hoàng Hoa mời Thanh Lan và bà đồng ý tham gia bộ phim này.
Sau khi thực hiện xong tập 4 Cơn hồng thủy và Bản tango số 3, hãng phim, đạo diễn Lê Hoàng Hoa cũng như đoàn làm phim Ván bài lật ngửa nhận thấy rằng Thanh Lan có ngoại hình rất phù hợp với nhân vật Thùy Dung, bà được đánh giá cao về mặt diễn xuất cho nên bà đã được mời tiếp tục đảm nhận vai diễn Thùy Dung cho các tập còn lại của phim Ván bài lật ngửa thực hiện trong các năm 1985, 1986 và 1987.
Trong năm 1986, sau khi quay xong tập 6 Lời cảnh cáo cuối cùng của phim Ván bài lật ngửa, Thanh Lan được đạo diễn Nguyễn Xuân Thành mời vào vai Diệu Hương cho phim Bài hát đâu chỉ là nốt nhạc. Bà đã diễn xuất thành công vai Diệu Hương. Bộ phim Bài hát đâu chỉ là nốt nhạc khi trình chiếu nhân dịp Tết Nguyên đán năm 1987 đã ăn khách đứng hàng thứ hai sau phim Cao áp và nước lũ - tập 7 của Ván bài lật ngửa, đồng thời đây cũng là bộ phim Việt Nam ăn khách đạt doanh thu đứng hàng thứ ba trong năm 1987 sau các phim Cao áp và nước lũ, Trả lại tên cho em - tập 4 của phim Biệt động Sài Gòn.
Năm 1987, sau khi hoàn thành vai diễn Thùy Dung trong Vòng hoa trước mộ - tập 8 của phim Ván bài lật ngửa, Thanh Lan tham gia phim Ngoại ô của đạo diễn Lê Văn Duy. Năm 1989, bà thể hiện vai Thục Nhàn trong tập 1 Số phận của phim Đằng sau một số phận do đạo diễn Lê Hoàng Hoa thực hiện.
Thanh Lan cũng đã lồng tiếng giọng Huế cho vai Nguyệt trong phim Cô gái trên sông của đạo diễn Đặng Nhật Minh. Người thể hiện vai này là diễn viên Minh Châu. Trong sự nghiệp điện ảnh, Thanh Lan từng từ chối ba phim: Chuyện tình của biển (1989), Tên phim dành cho khán giả (1992), Qua mùa giông bão - tập 3 của phim Nước mắt học trò (1993).
Cuối năm 1993, Thanh Lan chuẩn bị làm bộ phim điện ảnh đầu tay Đan Thanh do bà viết kịch bản và đạo diễn, với Nguyễn Chánh Tín và Lê Cung Bắc đóng vai chính, nhưng chưa kịp thực hiện.
Năm 1993, trong một chuyến đi quảng bá phim, Thanh Lan đã chọn ở lại Hoa Kỳ và định cư từ đó đến nay.

### Chương trình truyền hình
Năm 2019, ca sĩ Thanh Lan đã trở về Việt Nam sau 25 năm và xuất hiện trong chương trình Ký ức vui vẻ mùa 2.

## Đời tư
Theo hồi kí ca sĩ Thanh Lan, bà được sinh ở một địa điểm vô danh tại thành phố Vinh vì bấy giờ gia đình đang chạy loạn. Cũng vì vậy, bà bị sinh non, tức là tháng thứ 7 thai kì, nên về sau thường rất mẫn cảm, dễ khóc. Thân phụ bà người Hà Nội, còn mẹ gốc Huế. Vấn đề này về sau có ảnh hưởng lớn cho sự nghiệp, khi mà Thanh Lan có nhiều khả năng như hát, soạn kịch, đóng phim và cả lồng tiếng bằng giọng ba miền.
Thanh Lan vốn làm ca sĩ từ bé, nhưng về sau được bác cả (anh của mẹ) là đạo diễn Thái Thúc Nha cho đóng vai chính tất cả phim hãng Alpha đầu thập niên 1970, đặc biệt Tiếng hát học trò nên càng nổi tiếng hơn. Đạo diễn Thái Thúc Nha bấy giờ là tổng trưởng Hiệp hội Điện ảnh Việt Nam, lại có người con trai Thái Thúc Hoàng Điệp cũng là đạo diễn có tay nghề cao.
Thanh Lan có cuộc hôn nhân rất ngắn với một người quê gốc ở Long Biên tên là Dũng. Hai người gặp nhau trong một lần Thanh Lan lên Đà Lạt biểu diễn. Mặc dù có nhiều tin đồn ác ý của báo lá cải, song Thanh Lan khẳng định mối quan hệ giữa hai người chưa bao giờ tới mức phải cãi vã hay thậm chí chồng đánh vợ, cho đến mãi sau này tình cảm của bà với gia đình chồng vẫn tốt đẹp. Kết quả hôn nhân này là một con gái.
Đây cũng là lần duy nhất Thanh Lan kết hôn. Trong suốt cuộc đời bà có nhiều tin thất thiệt liên quan đến ái tình, thậm chí không ít lần bà bị đánh ghen (vợ nam tài tử Đơn Dương từng tới tận sân quay Bài hát đâu chỉ là nốt nhạc định đánh ghen, nhưng sau khi gặp Thanh Lan thì bà này thôi hẳn), nhưng về sau báo chí đều chứng minh chỉ là do phóng viên ngụy tạo để mua vui.
Trong thời gian đại dịch COVID-19, Thanh Lan quyết định hoàn tất cuốn hồi kí Bão tố cuộc đời, vốn là tập bản thảo bắt đầu thực hiện từ năm 2002. Đến năm 2022 thì ấn phẩm chính thức ra mắt độc giả với hai phiên bản : Tumultuous Life và Bão Tố Cuộc Đời. Trong đó, bản gốc vốn hoàn toàn bằng Anh ngữ, nhưng Thanh Lan dành ra hai năm diễn ra đại dịch để dịch sang Việt ngữ với ước vọng giúp giới trẻ Việt ở Mỹ tiếp cận được ngôn ngữ mẹ đẻ thông qua việc đối chiếu với cuốn gốc.

## Phim đã tham gia
- Tiếng hát học trò (1971)
- Yêu (1971)
- Lệ đá (1971)
- Ngọc Lan (1972)
- Gánh hàng hoa (1972)
- Trên đỉnh mùa đông (1972)
- Xin đừng bỏ em (1973)
- Xóm tôi (1973)
- Mộng Thường (1973)
- Trường tôi (1973)
- Giả biệt Sài Gòn (1974)
- Ván bài lật ngửa (1984 - 1987)
- Bài hát đâu chỉ là nốt nhạc (1986)
- Ngoại ô (1987)
- Cao nguyên F101 (1988)
- Hai chị em (1988)
- Chiều sâu tội ác (1988)
- Thiên đường cho cô gái nhảy (1989)
- Đằng sau một số phận (1989 - 1990)
- Ba biên giới hay Biệt đội Hắc Báo (1989)
- Tình không biên giới (1990)
- Bên kia màn sương (1990)
- Tình người (1993)
- Người yêu ma (2007)

## Băng nhạc, CD
- Trong những năm đầu thập niên '70 Thanh Lan thâu âm rất nhiều vào dĩa nhựa 45 tours hay băng magnetophon của các hãng băng dĩa Việt Nam, Sóng Nhạc, Nhạc Ngày Xanh, Sơn Ca, Shotguns, Phạm Mạnh Cương, Diễm Ca, Nghệ Thuật Tâm Anh, Thương Ca, Nhã Ca, Continental/Premier, Trường Sơn,...
- Nhạc trẻ 6 - Thanh Lan
- Phạm Mạnh Cương 25 - Thanh Lan
- The Best of Thanh Lan
- Tiếng hát xôn xao mộng tình đầu
- Tà áo Văn Quân

### Thanh Lan productions
- Thanh Lan 1 - Nơi Đây Em Vẫn Đợi (1995)
- Thanh Lan 2 - Hai Sắc Hoa Tigon (1995)
- Thanh Lan 3 - Mon Ami (Nụ Hồng Mong Manh) (1995)
- Thanh Lan 4 - Yêu Người Khôn Nguôi (1995)
- Thanh Lan 5 - Tình Yêu Tuổi Thơ (1996)
- Thanh Lan 6 - Dân Ca 3 Miền (1996)
- Thanh Lan 7 - Ai Lên Xứ Hoa Đào (1996)
- Thanh Lan 8 - Tà Áo Văn Quân (1996)
- Thanh Lan 9 - Những Tình Khúc Trịnh Công Sơn : Hoa Vàng Mấy Độ (1997)

## Trình diễn trên sân khấu

### Trung tâm Thúy Nga

#### Paris By Night
| STT | Ca khúc | Thể hiện với   | Chương trình      | Năm  |
| --- | --- | -------------- | ----------------- | ---- |
| 1   | Tình (Văn Phụng) | solo           | Paris By Night 27 | 1994 |
| 2   | Yêu Thầm (Lam Phương) | solo           | Paris By Night 28 | 1994 |
| 3   | Dấu Vết Tình Yêu (Ngô Thụy Miên) | solo           | Paris By Night 29 | 1994 |
| 4   | T'aimer | Franck Olivier | Paris By Night 29 | 1994 |
| 5   | LK Hai Sắc Hoa Ti-gôn | Thái Châu      | Paris By Night 32 | 1995 |
| 6   | Con Quỳ Lạy Chúa Trên Trời (Phạm Duy, Nhất Tuấn)                                                                                                  | solo           | Paris By Night 34 | 1995 |
| 7   | Giàn thiên lý đã xa (LV: Phạm Duy) | solo           | Paris By Night 36 | 1996 |
| 8   | LK Trả Lại Em Yêu, Kỷ Vật Cho Em (Phạm Duy) | Joseph Hiếu    | Paris By Night 37 | 1996 |
| 9   | Ru Đêm (Thanh Lan) | solo           | Paris By Night 40 | 1997 |
| 10  | Điệu Buồn Dang Dở (Hoàng Thi Thơ) | solo           | Paris By Night 41 | 1997 |
| 11  | Chiếc Bóng Bên Đường (Phạm Duy) | solo           | Paris By Night 43 | 1998 |
| 12  | LK Nhạc Pháp: Histoire D'un Amour, Et Pourtant, J'entends Siffler Le Train (500 Miles), Je Sais, Mal, Si L'amour Existe Encore, Main Dans La Main | Elvis Phương   | Paris By Night 50 | 1999 |

#### Chương trình Thúy Nga Music Box
| STT | Ca khúc                                                | Thể hiện với                      | Chương trình           | Năm  |
| --- | ------------------------------------------------------ | --------------------------------- | ---------------------- | ---- |
| 1   | Ta Vui Ca Vang (Văn Phụng)                             | Phương Hồng Quế, Phương Hồng Ngọc | Thúy Nga Music Box #36 | 2021 |
| 2   | Trăm Nhớ Ngàn Thương (Lam Phương)                      | solo                              | Thúy Nga Music Box #36 | 2021 |
| 3   | Mùa Thu Cho Em (Ngô Thụy Miên)                         | solo                              | Thúy Nga Music Box #36 | 2021 |
| 4   | Cho Em Quên Tuổi Ngọc (Lam Phương, lời Anh: Thanh Lan) | solo                              | Thúy Nga Music Box #36 | 2021 |
| 5   | Giã Từ Đêm Mưa (Văn Phụng)                             | Phương Hồng Quế, Phương Hồng Ngọc | Thúy Nga Music Box #36 | 2021 |
| 6   | Lời Cuối Cho Em (Nguyễn Vũ)                            | Elvis Phương                      | Thúy Nga Music Box #44 | 2021 |
| 7   | Cho Em Quên Tuổi Ngọc (Lam Phương, lời Anh: Thanh Lan) | solo                              | Thúy Nga Music Box #44 | 2021 |
| 8   | Tiếng Dương Cầm (Văn Phụng)                            | solo                              | Thúy Nga Music Box #44 | 2021 |
| 9   | Bước Tình Hồng (Nguyễn Trung Cang)                     | solo                              | Thúy Nga Music Box #44 | 2021 |
| 10  | Một Lời Cuối Cho Em (Nguyễn Ánh 9)                     | Elvis Phương                      | Thúy Nga Music Box #44 | 2021 |
| 11  | Thu Ca (Phạm Mạnh Cương)                               | Thanh Hà, Quang Lê                | Thúy Nga Music Box #48 | 2021 |
| 12  | Thu Về Trong Mắt Em (Phạm Mạnh Cương)                  | solo                              | Thúy Nga Music Box #48 | 2021 |
| 13  | Thương Hoài Ngàn Năm (Phạm Mạnh Cương)                 | solo                              | Thúy Nga Music Box #48 | 2021 |
| 14  | Một Lần Yêu (Phạm Mạnh Cương)                          | solo                              | Thúy Nga Music Box #48 | 2021 |
| 15  | Thung Lũng Hồng (Phạm Mạnh Cương)                      | Thanh Hà, Quang Lê                | Thúy Nga Music Box #48 | 2021 |

### Trung tâm Mây
| STT | Ca khúc                                     | Thể hiện với | Chương trình       | Năm  |
| --- | ------------------------------------------- | ------------ | ------------------ | ---- |
| 1   | Nhạc Tình Đêm Mưa                           | solo         | Hollywood Night 9  | 1994 |
| 2   | Chiều Trên Phá Tam Giang (Trần Thiện Thanh) | Nhật Trường  | Hollywood Night 9  | 1994 |
| 3   | Cơn Mưa Trong Đời (LV: Khúc Lan)            | solo         | Hollywood Night 10 | 1994 |
| 4   | Trên Đỉnh Mùa Đông (Trần Thiện Thanh)       | Nhật Trường  | Hollywood Night 10 | 1994 |
| 5   | Góa Phụ Ngây Thơ (Trần Thiện Thanh)         | Nhật Trường  | Hollywood Night 11 | 1994 |
| 6   | Đời Không Như Là Mơ (Trầm Tử Thiêng)        | solo         | Hollywood Night 11 | 1994 |
| 7   | Tóc Mai Sợi Vắn Sợi Dài (Phạm Duy)          | solo         | Hollywood Night 13 | 1996 |
| 8   | Ánh Đèn Màu (LV: Thanh Lan)                 | solo         | Hollywood Night 14 | 1996 |
| 9   | LK Tôi Muốn, Yêu Đời Yêu Người (Lê Hựu Hà)  | solo         | Hollywood Night 15 | 1997 |
| 10  | Cành Hoa Trắng (Phạm Duy)                   | Joseph Hiếu  | Hollywood Night 16 | 1997 |

### Trung tâm Asia
| STT | Ca khúc | Thể hiện với            | Chương trình                | Năm  |
| --- | --- | ----------------------- | --------------------------- | ---- |
| 1   | Tình Trong Phút Giây (Ngọc Trọng)                                                                             | solo                    | ASIA 4                      | 1994 |
| 2   | Một Ngày Vui Mùa Đông (Lê Uyên Phương)                                                                        | solo                    | ASIA 6                      | 1994 |
| 3   | Huế Xưa (Anh Bằng)                                                                                            | solo                    | ASIA 10                     | 1995 |
| 4   | Có Những Niềm Riêng (Lê Tín Hương)                                                                            | solo                    | ASIA 11                     | 1996 |
| 5   | LK Nhạc Pháp                                                                                                  | Jo Marcel, Julie        | ASIA 12                     | 1996 |
| 6   | Chiều Winnipeg (Trần Chí Phúc)                                                                                | solo                    | ASIA 14                     | 1997 |
| 7   | Nếu Vắng Anh (Anh Bằng)                                                                                       | solo                    | ASIA 15                     | 1997 |
| 8   | Đêm Khuya Trên Đường Canita (Trần Văn Trạch)                                                                  | solo                    | ASIA 18                     | 1998 |
| 9   | Thu Vàng (Cung Tiến)                                                                                          | solo                    | ASIA 20                     | 1998 |
| 10  | Người Ở Lại Charlie (Trần Thiện Thanh)                                                                        | Duy Quang               | ASIA 21                     | 1998 |
| 11  | Que Sera Sera                                                                                                 | solo                    | ASIA 22                     | 1998 |
| 12  | Ngày Xưa Hoàng Thị (Phạm Duy)                                                                                 | solo                    | ASIA 23                     | 1998 |
| 13  | Bài Luân Vũ Mùa Mưa (LV:Trường Kỳ)                                                                            | Elvis Phương            | ASIA 26                     | 1999 |
| 14  | Hoa Soan Bên Thềm Cũ (Tuấn Khanh)                                                                             | solo                    | ASIA 27                     | 1999 |
| 15  | Tưởng Như Còn Người Yêu (Phạm Duy)                                                                            | solo                    | ASIA 29                     | 2000 |
| 16  | Biệt Khúc Cho Tình Nhân (Trầm Tử Thiêng)                                                                      | solo                    | ASIA 30                     | 2000 |
| 17  | Hội Trùng Dương (Phạm Đình Chương)                                                                            | Thanh Tuyền, Hoàng Oanh | ASIA 31                     | 2000 |
| 18  | Nhân Chứng | solo                    | ASIA 32                     | 2001 |
| 19  | Trầu Cau (Phan Huỳnh Điểu)                                                                                    | solo                    | ASIA 33                     | 2001 |
| 20  | Hòn Vọng Phu (Lê Thương)                                                                                      | Hoàng Oanh, Duy Quang   | ASIA 34                     | 2001 |
| 21  | Vắng Bóng Người Yêu (LV: Phạm Duy)                                                                            | solo                    | ASIA 35                     | 2001 |
| 22  | Hai Hàng Cây So Đũa (Nguyên Huy, Trọng Minh)                                                                  | solo                    | ASIA 36                     | 2002 |
| 23  | LK Tình Yêu Và Tuổi Trẻ                                                                                       | Duy Quang               | ASIA 37                     | 2002 |
| 24  | Mẹ Việt Nam Ơi! Chúng Con Vẫn Còn Đây (Việt Dzũng, Nguyệt Ánh)                                                | Lê Uyên                 | ASIA 38                     | 2002 |
| 25  | Mưa Ngâu (Thanh Tùng)                                                                                         | Dạ Nhật Yến             | ASIA 48                     | 2005 |
| 26  | Anh Không Chết Đâu Anh (Trần Thiện Thanh)                                                                     | solo                    | ASIA 50                     | 2006 |
| 27  | LK Em Đi Rồi, Cho Em Quên Tuổi Ngọc (Lam Phương)                                                              | Diễm Liên               | ASIA 51                     | 2006 |
| 28  | LK Đêm Nguyện Cầu, Nó, Một Ông Già (Lê Minh Bằng)                                                             | Trung Chỉnh, Chế Linh   | ASIA 52                     | 2006 |
| 29  | LK: Kinh Khổ (Trầm Tử Thiêng) & Việt Nam Về Trong Nỗi Nhớ (Trầm Tử Thiêng, Trúc Hồ)                           | Hợp Ca                  | ASIA 54                     | 2007 |
| 30  | LK Mộng Sầu, Hối Tiếc (Trầm Tử Thiêng)                                                                        | Anh Khoa                | ASIA 54                     | 2007 |
| 31  | LK Tình Yêu Ôi Tình Yêu, Búp bê không tình yêu                                                                | Doanh Doanh             | ASIA 55                     | 2007 |
| 32  | LK Thôi, Ảo Ảnh (Y Vân)                                                                                       | Tuấn Vũ                 | ASIA 56                     | 2007 |
| 33  | Người Chết Trở Về (Trần Thiện Thanh)                                                                          | Nhật Trường             | ASIA 58                     | 2008 |
| 34  | LK Delilah, Je Sais, Mùa Tình Yêu, Một Thời Để Yêu                                                            | Paolo                   | ASIA 59                     | 2008 |
| 35  | Khúc Hát Thanh Xuân (LV: Phạm Duy)                                                                            | Ngọc Hạ                 | ASIA 60                     | 2008 |
| 36  | Bà Mẹ Trị Thiên (Trần Thiện Thanh)                                                                            | Vũ Khanh                | ASIA 61                     | 2009 |
| 37  | LK Trả Lại Em Yêu, Em Hiền Như Masour (Phạm Duy)                                                              | Vũ Khanh                | ASIA 65                     | 2010 |
| 38  | Kỷ Vật Cho Em (Phạm Duy)                                                                                      | Vũ Khanh                | ASIA 66                     | 2010 |
| 39  | Nụ Tầm Xuân (Phạm Duy)                                                                                        | Vũ Khanh                | ASIA 67                     | 2010 |
| 40  | Con Đường Tình Ta Đi (Phạm Duy)                                                                               | Vũ Khanh                | ASIA 68                     | 2011 |
| 41  | LK Nhạc Pháp: Maman (LV: Thanh Lan), La Vie, C'est Une Histoire D'Amour (LV: Lê Hựu Hà), Elle (LV: Duy Quang) | Sỹ Đan, Vũ Tuấn Đức     | ASIA 71                     | 2012 |
| 42  | Lòng mẹ (Y Vân)                                                                                               | Lê Anh Quân             | ASIA 72                     | 2013 |
| 43  | LK Nghẹn Ngào (Lam Phương), Anh Biết Em Đi Chẳng Trở Về (Anh Bằng, Thái Can)                                  | Anh Khoa                | ASIA 77                     | 2015 |
| 44  | Tuổi Biết Buồn (Phạm Duy, Ngọc Chánh)                                                                         | solo                    | ASIA 78                     | 2016 |
| 45  | Xóm Đêm (Phạm Đình Chương)                                                                                    | solo                    | ASIA 82                     | 2018 |
| 46  | Giáng Sinh Phận Người (Lê Đức Long)                                                                           | Loan Châu               | ASIA Christmas Special 2020 | 2020 |

### Trúc Sinh Entertainment
| STT | Ca khúc                                   | Thể hiện với | Chương trình                       | Năm  |
| --- | ----------------------------------------- | ------------ | ---------------------------------- | ---- |
| 1   | Nửa Hồn Thương Đau (Phạm Đinh Chương)     | Solo         | Âm Nhạc & Tôi - Nửa Hồn Thương Đau | 2021 |
| 2   | Yêu Em Bằng Cả Trái Tim (nhạc Ngoại Quốc) | Solo         | Âm Nhạc & Tôi - Nửa Hồn Thương Đau | 2021 |
| 3   | Bài Không Tên Cuối Cùng (Vũ Thành An)     | Solo         | Âm Nhạc & Tôi - Nửa Hồn Thương Đau | 2021 |
| 4   | Quizas, Quizas, Quizas (nhạc Ngoại Quốc)  | Solo         | Âm Nhạc & Tôi - Nửa Hồn Thương Đau | 2021 |

### Jimmy TV
| STT | Tiết mục                | Thể hiện với | Chương trình        | Năm  |
| --- | ----------------------- | ------------ | ------------------- | ---- |
| 1   | Xuân Vui Ca (Văn Phụng) | Solo         | Ước Nguyện Đầu Xuân | 2022 |